# 腹杯喉盤魚
腹杯喉盤魚（學名：Gastrocyathus gracilis）為輻鰭魚綱喉盤魚目喉盤魚科的其中一種，分布於西南太平洋的紐西蘭海域，棲息深度0至7公尺，本魚體延長，前部平扁，後部側扁，體不被鱗，覆有粘液層，頭部側線發達，身體上側線不明顯，腹鰭喉位，與周圍的皮褶特化成一吸盤，體均勻的紅色褐色到淡黃色的狹帶狀條紋在身體的背部表面上，鰭透明，背鰭軟條5-6枚，臀鰭軟條5-7枚，體長可達4.5公分，壽命可達4年，屬底棲性魚類，棲息在海藻生長的潮間帶，屬肉食性，以橈腳類為食，生活習性不明。
其种加词来源于拉丁文“gracilis”，意为“纤细的”。